# Монета
Монетата е метален паричен знак. Това е парче метал, със строго определена форма, тегло, проба и номинал, което има функцията на официално узаконено средство за обращение и разплащане. 

## Описание
Обикновено формата е кръгла, доколкото развитието на технологиите са позволявали изготвянето на кръгли форми. Но исторически са познати и монети с друга геометрия – във вид на опростени фигурки или квадратни (както например руските копейки от 1726 г. с размер 26х26 мм). В хода на историческото развитие като най-практична се наложила кръглата форма – заради своята простота на изготвяне и защото е най-удобно за пренасяне и съхраняване. Тя няма ръбове, не прорязва, не пробива кесиите, торбите, джобовете или портфейлите, в които се поставя. 
Монетата има: лицева или предна страна (аверс, лице), на която се поместват номиналът, емитентът и други символи; обратна или опакова страна (реверс, гръб) с изобразени на нея обикновено герб, лице на владетеля, принадлежност и други символи; гурт – обрез, външна страна на монетата, определена като плосък цилиндър. Аверсът и реверсът са част от иконографската схема и художествения проект. В повечето случаи и гуртът е част от художествения проект и също носи допълнителна информация. Той може да има назъбен или гладък релеф, надписи, геометрични фигури или друга украса. 
До началото на 20. век монетите се изработвали предимно от благородни метали – злато, сребро, мед, – които не се окисляват, не потъмняват силно, не ръждясват и – не по-малко важно – не се намирали толкова често в природата, поради което не се обезценяват лесно. От началото на 20. век при сеченето на металните парични знаци започват масово да се използват евтини и по-широкодостъпни неръждаеми метали и техни сплави. 

## Функции
Основните функции на монетата са: средства за обращение и за разплащания. Заедно с тях те изпълняват и други второстепенни функции.
Още от най-древни времена са служили като средство за политическа пропаганда и налагане на определена лична власт – всички владетели са се стремили да увековечават своите лица или символи в пусканите от тях монети. 
Освен това металните късчета могат да бъдат и произведение на изкуството, културно-исторически паметници, редки уникални образци на човешкото творчество. В своите допълнителни роли монетите стават обект на нумизматичен интерес и на колекционерска страст. 

## История
Историята на парите е неразривно свързана с историята на монетите. Първите пари били във формата на монети и до средата на 17. век си оставали единственият вид пари в Европа.
Думата „монета“ има латински произход и идва от прозвището на една от най-важните богини в римския пантеон – Юнона Монета (на латински: Giunone Moneta), край чийто храм на Капитолийския хълм отворил врати първият монетен двор. Всъщност прозвището Монета идва от глагола „предупреждавам“ (на латински: monere
). Според легендите ок. 396 – 390 г. пр.н.е., когато галите нападнали Апенинския полуостров и достигнали Рим, крясъкът на гъските около храма на Юнона разбудил жителите през нощта и ги предупредил за близостта на противника. В знак на благодарност за предупреждението, вследствие на което успели да спасят своя град и своята независимост, римляните дали ново прозвище на богинята „Монета“, т.е. предупреждаваща, съветваща, и обявили гъските, обитаващи околностите на храма ѝ за свещени, т.е. неприкосновени. Впоследствие бил издигнат голям храм на Юнона Монета на Капитолийския хълм, а край него била разположена имперската работилница за сечене на монети. Първоначално хората прехвърлили прозвището на богинята и върху самата работилница – тя станала „дворът на Монета“ или „монетен двор“, после и върху нейната продукция: малките метални късчета започнали да се наричат „монети“. Налагайки властта и културата си над половин Европа и по-голямата част от Средиземноморието, римляните въвели много от своите названия в езиците на подчинените народи. Едно от тях било „монета“. Първите надписи „moneta“ върху самите монети са от времето на император Домициан (81 – 96 г.), където в кръгова лента около паричния знак било написано „MONETA AVGUSTI“. По-късно думата „moneta“ се среща и в други надписи върху монети, включително и сечени през Средновековието. 
В действителност първите монети, известни в историята, се появяват около 685 г. пр.н.е. в античното царство Лидия при цар Ардис II. Лидийците, намиращи се на важни търговски кръстопътища в западната част на Мала Азия (днешна Турция), решили да опростят съществуващата дотогава практика с разменни късове метал. Поради различната им големина и тегло, всеки път разменните късове трябвало да бъдат претегляни и да се установява колко тежат и каква стока може да се предложи срещу тях. Когато Иеремия, например, купил малко земя в Израил, той написал: „Претеглих му парите, седемнадесет сикли сребро.“ (Иеремия 32:9) 
Лидийските администратори решили въпроса, като пуснали само строго претеглени и с еднаква форма късове метал, на които, за да им се гарантира теглото, се поставял държавния печат. Първите монети били изработени от естествена сплав от наносно злато и сребро, наричана електрум (електрон), и върху тях лежал печатът на управляващия владетел – глава на лъв или бик. Няколко десетилетия по-късно подобни монети започнали да се секат в гръцкия град Егина. А от Егина и Лидия тази практика бързо се разпространила из гръцките колонии в Средиземно море и на изток до териториите на днешен Иран. Независимо от Европа подобия на монети били изобретени и в Китай и Индия, но те имали само регионално значение и не допринесли за развитието на международната търговия. 
Междувременно лидийският цар Крез (управлявал 556 – 541 г. пр.н.е.) заменил биметалните монети с други, изработени само от един метал – или само от злато, или само от сребро. Лидийците създали двуметална система, при която 12 монети с по-малка стойност, се равнявали на 1 монета от по-скъп метал. Тогава започнали да се появяват първите фалшификати, които съдържали по-малко количество от ценния метал. 
През Средновековието доминират златните и сребърните монети, но към средата на 17 век притокът на благородни метали от Новия свят намалява, докато нарастването на икономическата активност води до засилена нужда от пари. Започват да се използват по-малоценни метали като мед. В Испания при Филип IV медният велон покрива около 90% от обращението. Във Франция по същото време Колбер увеличава сеченето на монети, но забранява износа на цветни метали. В Англия прочутата златна гвинея е отсечена през 1663 г., но към края на 17 век влизат в обращение медните монети от половин пени и фартингите. Швеция въвежда меден паричен стандарт още през 1625 г.
Дълго време монетите били единствените парични знаци, които се намирали в обращение, докато първото европейско отпечатване на банкноти става едва в средата на 17 век през 1660 г. Употребата им става популярна през 18 век. Оттогава монетосеченето бележи рязък спад в страните, които започват да използват банкноти.

### Исторически монети
- Златни: Известни исторически златни монети са например статерът, ауреусът, солидът, номизмата, перперата, флоринът, цехинът, дукатът, кроната, суверенът, луидорът, курушът, османската лира, меджидията, гвинеята, червонецът.
- Сребърни: тетрадрахма, денарий, сестерция, антониниан, кройцер, талер, грош, аспра, куруш, пиастър, пфениг
- Бронзови:
- Медни:

## Фалшифициране
Фалшифицирането на монетите съществува оттогава, откакто са се появили самите монети. На археолозите са известни множество фалшиви монети още от зората на монетосеченето, както и инструменти за изготвянето им. 
Във всички обществени формации правото на монетосечене е било запазено единствено за държавата и тя го е охранявала под заплаха от най-строги наказания за нарушителите. Още законите на Солон (634 – 559 г. пр.н.е.) предвиждали най-строги санкции за фалшификаторите. В Средновековието дори се е предвиждало смъртно наказание, предхождано от продължителни мъчения. 
Фалшификацията на монетите се извършва по две основни причини. Първата е пускането им в обращение с цел да бъдат приети като законно платежно средство. Втората е с намерение за продажба в качеството им на антикварни нумизматични предмети с много по-голяма стойност от отбелязания номинал. 
Съществуват различни способи на подправяне на монетите. Правят се отливки от по-малко ценен материал, които след това се покриват с тънък слой от благородния метал, от който е отлята оригиналната монета. Друг способ е в по-дебели оригинални монети да се прави прорез, от който се извлича част от ценния метал и се запълва с не толкова ценен. Този тип фалшификация изисква по-деликатна и търпелива обработка, но по-трудно се открива. Също така разпространен начин за подправяне – предимно с нумизматична цел – е, когато върху оригинална монета се пренабива по-стара дата или се правят корекции в графичното изображение. 
Има и един особен вид „фалшиви“ монети, изготвени с цел да подражават на по-стари образци. Тази дейност възниква още в епохата на Ренесанса, когато се появява сериозен интерес към събирането на стари антики, монети и произведения на изкуството. Монетите-подражания не следва винаги да се приемат като фалшификати – много често те притежават ценността на самостоятелен исторически паметник. Подобен род монети се изработват – за разлика от истинските фалшификати – изцяло от скъпоценни метали и представляват подражание или варианти на известни типове монети. Особено многочислени са подправените монети от античния период, при това изработката на някои от тях е с такива високи художествени качества, че дори и специалистите трудно ги различават от оригиналите. 
Съвременната техника позволява изготвянето на фалшиви редки монети с нумизматична стойност, които трудно се вместват в определението „фалшификати“. По този начин се подправят предимно монети, излезли от обращение, за което законодателствата в повечето страни предвиждат най-много глоба. На практика обаче в повечето страни съществуват твърде много законови празноти, които позволяват този вид дейност да се шири безпрепятствено в ущърб на запалените колекционери. 

## Съвременно състояние
За всички периоди, през които са се пускали монети, е характерно износване, изтриване или обрязване на металната заготовка. 
До края на 19 век сред монетите е преобладавал биметалният стандарт – използването на два благородни метала – златото и среброто – като еквивалент за размяна. В края на 19 век златото става единственият метал, от който се изработват основните парични единици. 
От 1933 г. във всички страни започва поетапно въвеждането само на билонни монети, чийто номинал е по-голям от стойността на метала в тях и разходите за производство. Те се секат от сребро от невисока проба, мед, никел, алуминий и други сравнително евтини метали. 
Емитирането на монети е ограничено от потребностите на паричния оборот. Разпределението между монетите с различен номинал, както и крайният срок на износването им се определя от практическия опит. В царска Русия например пускането им в обращение се е ограничавало до сумата 3 рубли на глава от населението.  В съвременния свят всяка държава има и управлява свой монетен двор, който изработва както монети като разплащателно средство, така и висококачествени и художествени монети за колекционери и инвестиционни монети.

## Галерия
- Японски йени
- Рубли
- Перуански сол
- 2 злоти, 1932г.